# Rallye Sanremo 1975
Le Rallye Sanremo 1975 (17. Rallye San Remo), disputé du 1er au 4 octobre 1975, est la vingt-neuvième manche du championnat du monde des rallyes (WRC) courue depuis 1973 et la huitième manche du championnat du monde des rallyes 1975 (WRC).

## Contexte avant la course

### Le championnat du monde
Comptant initialement onze épreuves, le championnat du monde des constructeurs a vu son calendrier réduit à dix manches, après annulation du rallye de Rideau Lakes (au Canada), initialement programmé deux semaines après le Sanremo. Les épreuves du championnat sont réservées aux voitures des catégories suivantes :
- Groupe 1 : voitures de tourisme de série
- Groupe 2 : voitures de tourisme spéciales
- Groupe 3 : voitures de grand tourisme de série
- Groupe 4 : voitures de grand tourisme spéciales

Après une trêve estivale, les deux principaux protagonistes du championnat, Lancia et Fiat, sont à nouveau en lice pour leur épreuve nationale. Les deux marques font partie du même groupe et sont les seules candidates au titre, les autres constructeurs tels 
Peugeot, Ford, Saab ou Alpine préférant se concentrer sur les quelques épreuves susceptibles de leur apporter des retombées commerciales.

### L'épreuve
Initialement appelé Rally dei Fiori (Rallye des Fleurs), le rallye Sanremo fut créé en 1928, mais son organisation connut une longue interruption entre 1930 et 1960. Renaissant en 1961 à l'initiative de Ghino Longo et du Professeur Specogna (présidents de clubs automobiles locaux), l'épreuve prit son appellation définitive en 1968. Depuis 1972, elle se court au début de l'automne. Son parcours est mixte, alternant asphalte et terre battue. La réglementation italienne oblige les organisateurs à déguiser les épreuves spéciales en secteurs à temps imparti, les épreuves chronométrées sur route étant interdites. L'édition 1974 fut marquée par la première participation et première victoire de la Lancia Stratos en championnat du monde. Quoique organisée pour la dix-septième fois, l'édition de 1975 est officiellement désignée sous l'appellation 13e Rallye Sanremo, les deux épreuves d'avant-guerre ainsi que les éditions 1970 et 1971 (Sanremo-Sestriere) n'intervenant pas dans le décompte.

## Le parcours
- départ : 1er octobre 1975 de San Remo
- arrivée : 4 octobre 1975 à San Remo

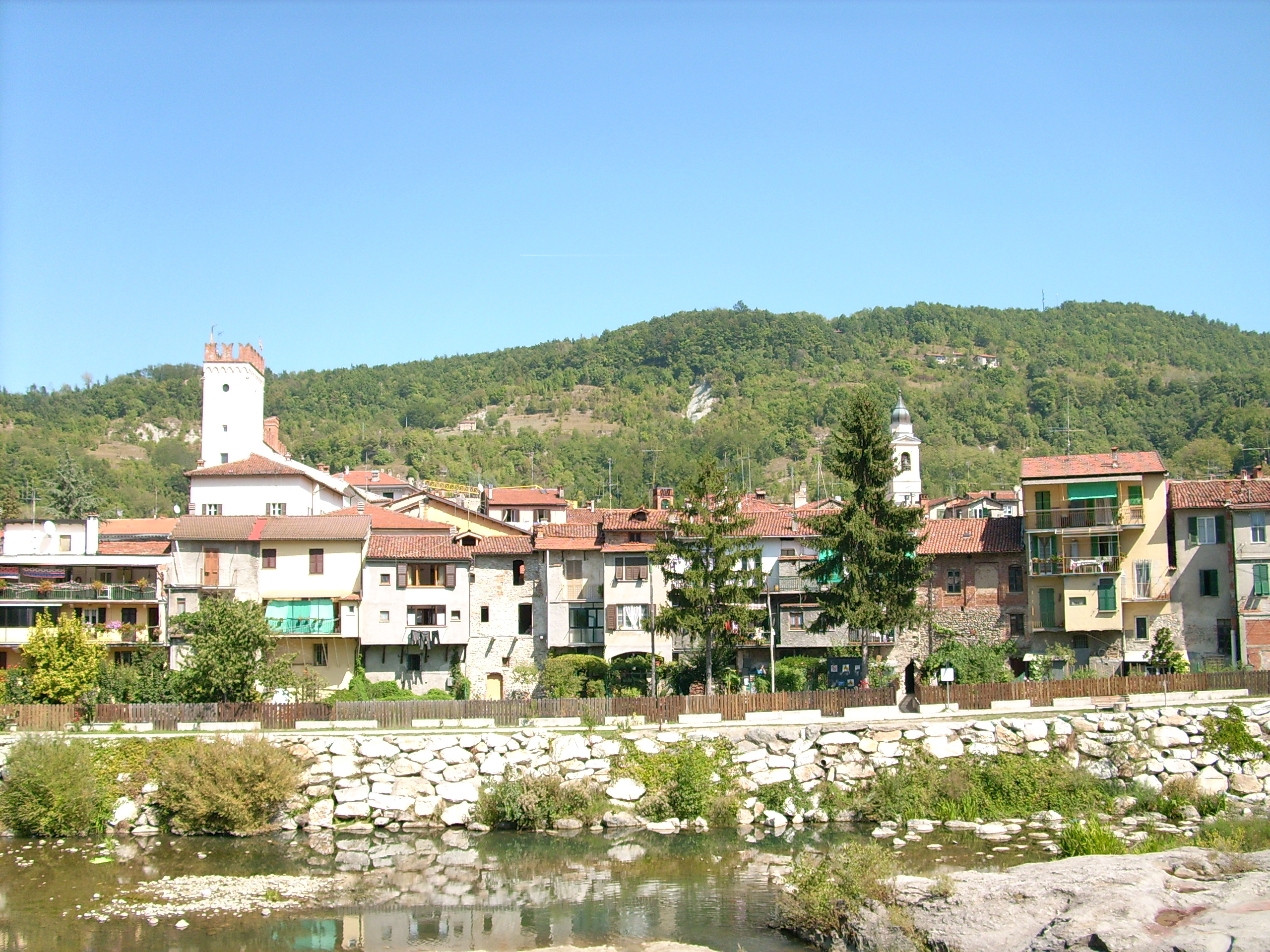
Millesimo, sur le parcours de la première étape

- distance : 1 736 km dont 798,3 km sur 39 épreuves spéciales
- surface : asphalte et terre (569,5 km de spéciales sur asphalte et 208,8 km de spéciales sur terre battue)
- Parcours divisé en deux étapes[4]

### Première étape
- San Remo - Millesimo - San Remo, 1 100 km, du 1er au 2 octobre
- 25 épreuves spéciales

### Deuxième étape
- San Remo - San Remo, 636 km, du 3 au 4 octobre
- 14 épreuves spéciales

## Les forces en présence
- Lancia

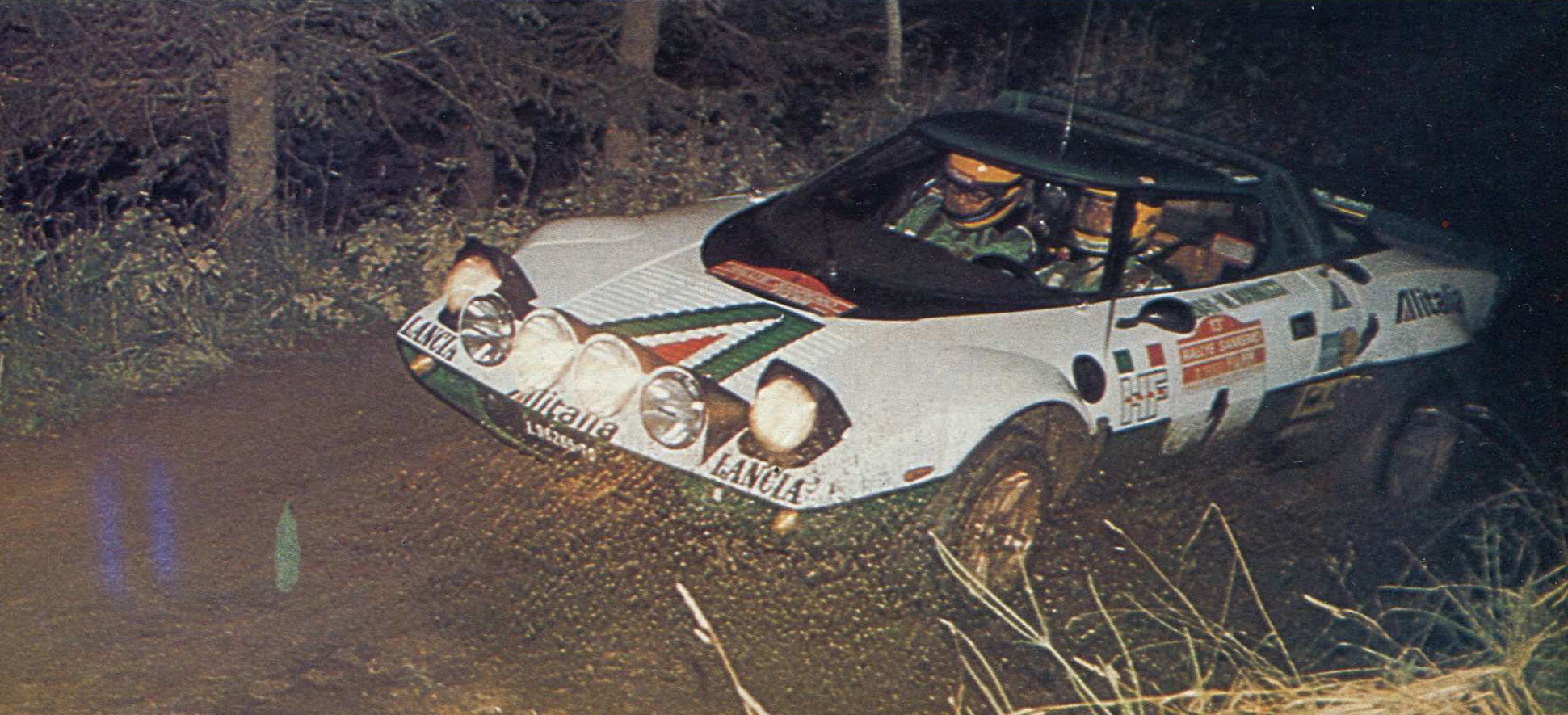
La Lancia Stratos HF, favorite de la course ; ici la voiture de Munari.

Après avoir fait l'impasse sur les trois épreuves précédentes, la Scuderia Lancia effectue son retour avec trois Stratos HF groupe 4 et deux coupés Beta. Sandro Munari dispose de la plus puissante des Stratos (la version 24 soupapes du V6 de 2400 cm3, placé en position centrale arrière, développe 285 chevaux), Raffaele Pinto et Björn Waldegård disposant de la version 12 soupapes (environ 240 chevaux). Les Stratos pèsent 950 kg et sont équipées, pour ce rallye, d'un système de refroidissement à eau des disques de freins. Les coupés Beta (traction, moteur quatre cylindres de 1800 cm3 développant plus de 180 chevaux) sont confiés à Simo Lampinen et Mauro Pregliasco.
- Fiat

Le grand constructeur italien a engagé quatre spiders 124 Abarth groupe 4 pour Markku Alén, Maurizio Verini, Alcide Paganelli et Roberto Cambiaghi. Alén et Verini disposent du quatre cylindres 1800 cm3 à injection, leurs coéquipiers des traditionnelles versions à carburateurs. Dans les deux cas, la puissance disponible est de l'ordre de 200 chevaux, pour un poids d'environ 950 kg. Bien qu'en fin de carrière, ce modèle se montre toujours redoutable dans cette épreuve.
- Ford

Ford a engagé deux nouvelles Escort RS1800 groupe 2, un modèle qui a fait ses débuts en championnat du monde un mois plus tôt en Finlande aux mains de Timo Mäkinen. Le champion finlandais est cette fois épaulé par le Britannique Roger Clark. Le moteur quatre cylindres, deux litres de l'Escort développe environ 230 chevaux, c'est la plus puissante voiture du groupe 2.
- Alpine-Renault

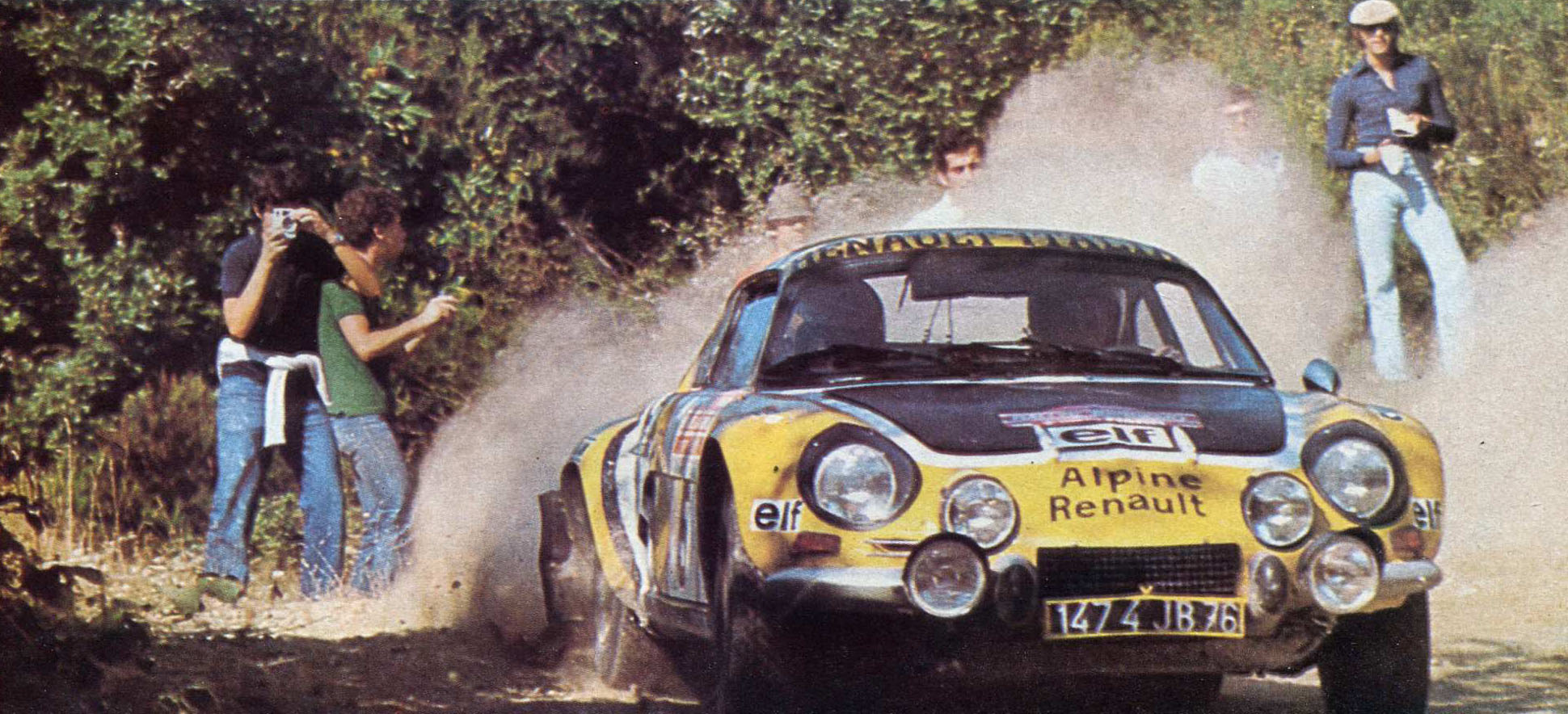
L'Alpine berlinette A110 a été préférée au coupé A310 pour cette course ; ici la voiture de Thérier.

Deux berlinettes groupe 4 (1800 cm3, 180 ch, 720 kg) ont été engagées par le constructeur dieppois. Elles sont confiées à Jean-Luc Thérier et Jean-Pierre Nicolas. Les modèles A310 (820 kg) n'ont pas été retenus pour cette épreuve, le directeur sportif Jacques Cheinisse ayant joué la carte de la légèreté et de l'agilité sur cette épreuve.
- Opel

L'Euro Händler Team fait débuter en championnat la Kadett GT/E (moteur quatre cylindres deux litres, 16 soupapes, injection, 210 chevaux), tout juste homologuée en groupe 2. Elle est confiée à Walter Röhrl. L'équipe engage également une Ascona groupe 2 (moteur deux litres préparé par Irmscher, environ 200 chevaux) pour Rauno Aaltonen. Le pilote autrichien Georg Fischer dispose d'un modèle identique, engagé à titre privé. L'Ascona est également représentée en groupe 1, aux mains de pilotes locaux.
- Alfa Romeo

Le constructeur milanais a engagé deux coupés Alfetta groupe 2 (1800 cm3, 200 chevaux) pour Amilcare Ballestrieri et Enrico Svizzero. En groupe 1, Alfredo Fagnola et Federico Ormezzano disposent de coupés 2000 GTV engagés par le Jolly Club, qui vise la vicctoire dans cette catégorie.

## Déroulement de la course

### Première étape

#### Sanremo - Millesimo

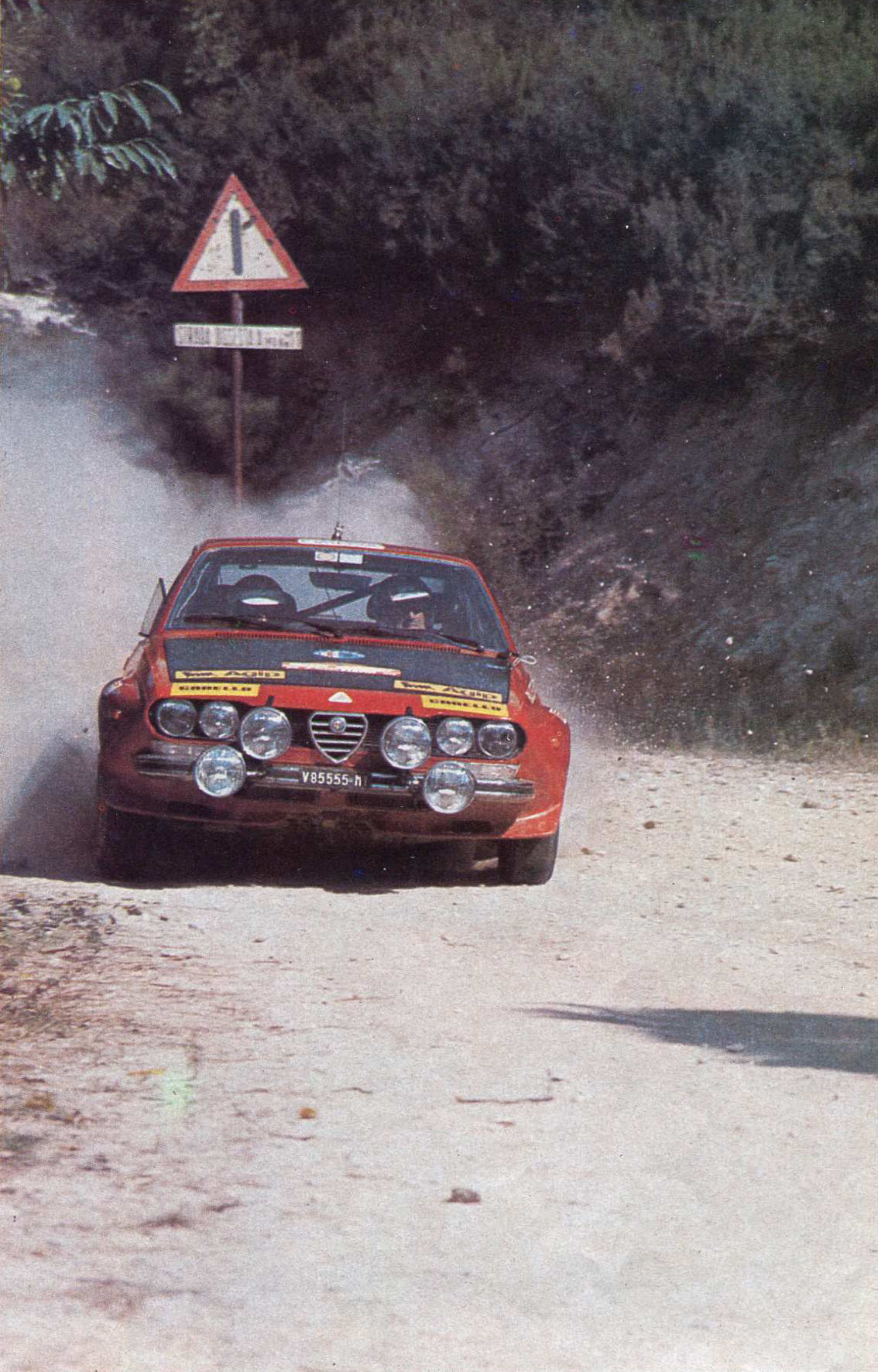
La coupé Alfetta GT d'Alfa Romeo ; ici la voiture de Ballestrieri.

Le départ est donné de Sanremo le mercredi premier octobre, dans la soirée. La première demi-étape va conduire les 118 équipages à Millesimo, qu'ils rejoindront au petit matin après environ 500 kilomètres de courses, dont onze épreuves spéciales (officiellement secteurs à temps imparti, les épreuves chronométrées sur route étant interdites en Italie, les organisateurs contournant l'interdiction en les remplaçant par des tronçons avec temps de référence impossible à réaliser).
La spéciale d'ouverture est celle de Ghimbegna. Long de près de 50 kilomètres et avec un temps imparti de 33 minutes, ce premier secteur sélectif va d'emblée créer des écarts significatifs : les Lancia Stratos confirment leur rang de favorites, Sandro Munari s'y montrant le plus rapide, s'approchant à moins de trois minutes du temps de référence, mais ses coéquipiers Björn Waldegård et Raffaele Pinto (qui disposent de versions moins puissantes) sont toutefois devancés par l'Alpine A110 de Jean-Luc Thérier, second de l'épreuve à 35 secondes de la Lancia de tête. Amilcare Ballestrieri occupe la cinquième place et la tête du groupe 2 au volant de son coupé Alfa Romeo Alfetta. La première Fiat est celle de Cambiaghi, sixième, ses coéquipiers ayant tous rencontrés des problèmes : amortisseurs et boîte de vitesses pour Markku Alén, sur le point d'abandonner, crevaisons pour Maurizio Verini et Alcide Paganelli qui ont tous deux perdu plus de trois minutes, tout comme Jean-Pierre Nicolas sur la seconde Alpine d'usine.

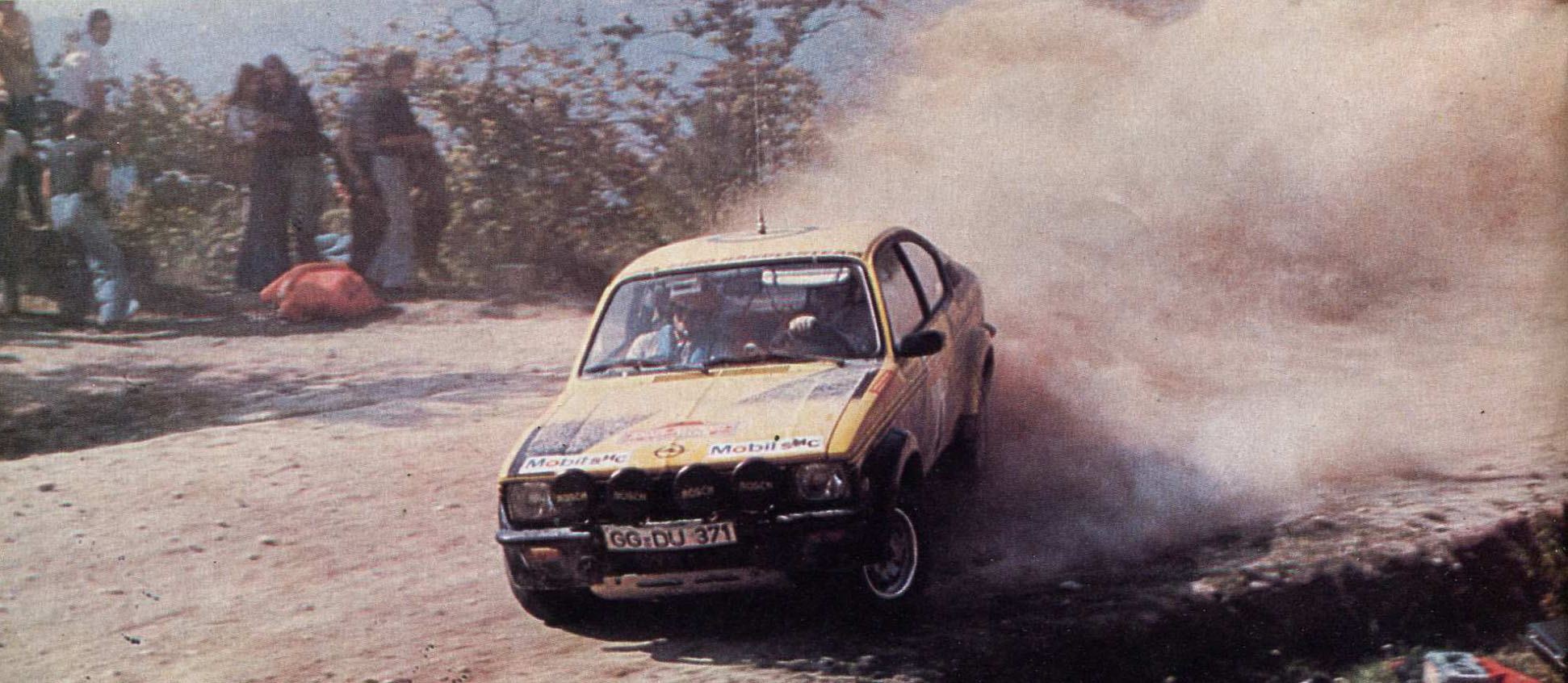
L'Opel Kadett GT/E à ses débuts ; ici la voiture de Röhrl, principal adversaire de Ballestrieri en groupe 2.

Les crevaisons vont encore faire des victimes dans la seconde épreuve spéciale : Thérier et Waldegård, qui ont tous deux crevé juste avant le départ, la disputent tous deux avec une petite roue à l'arrière, un handicap certain, tandis que Timo Mäkinen (Ford Escort), va devoir abandonner faute de roue de secours ! Simo Lampinen (Lancia Beta) renonce également, suspension avant cassée. Munari, qui s'est une nouvelle fois montré le plus rapide, accentue son avance sur Thérier, qui malgré son équipement hétéroclite est parvenu à conserver sa seconde place. Le pilote normand va cependant crever à deux reprises sur le parcours de liaison suivant, ce qui lui coûte trois minutes de pénalisation et de nombreuses places au classement général. Les trois Stratos sont désormais en tête, Munari devançant Waldegård et Pinto, tandis que Verini remonte bientôt à la quatrième place au classement général. Verini reste le seul pilote à contester la suprématie des Lancia, Nicolas étant retardé par des problèmes de carburation. En groupe deux, Walter Röhrl (Opel Kadett) prend un moment l'avantage sur Ballestrieri, mais, occupant un instant la cinquième place, mais des problèmes de freins le font par la suite rétrograder au classement général. Sur la seconde Escort d'usine, Roger Clark a dû abandonner pour la même raison que son coéquipier Mäkinen : crevaison et absence de roue de secours !
Peu avant la pause de Millesimo, Verini s'empare de la troisième place au détriment de Pinto. Au terme de cette demi-étape, Munari occupe toujours la première place, avec près de deux minutes d'avance sur Waldegård et près de quatre sur Verini, qui précède Pinto de quelques secondes. À environ cinq minutes de Munari, la lutte pour la cinquième place est alors serrée entre Cambiaghi et Nicolas, mais ce dernier a des inquiétudes au sujet de son pont arrière, endommagé à la suite des crevaisons subies en début d'étape.
| Pos. | Pilote                | Copilote            | Voiture                | Groupe | Écart           |
| ---- | --------------------- | ------------------- | ---------------------- | ------ | --------------- |
| 1    | Sandro Munari         | Mario Mannucci      | Lancia Stratos HF      | 4      |                 |
| 2    | Björn Waldegård       | Hans Thorszelius    | Lancia Stratos HF      | 4      | + 1 min 43 s    |
| 3    | Maurizio Verini       | Francesco Rossetti  | Fiat 124 Abarth Spider | 4      | + 3 min 46 s    |
| 4    | Raffaele Pinto        | Arnaldo Bernacchini | Lancia Stratos HF      | 4      | à environ 4 min |
| 5    | Roberto Cambiaghi     | Bruno Scabini       | Fiat 124 Abarth Spider | 4      | + 4 min 48 s    |
| 6    | Jean-Pierre Nicolas   | Vincent Laverne     | Alpine A110 1800       | 4      | + 4 min 54 s    |
| 7    | Amilcare Ballestrieri | Mauro Mannini       | Alfa Romeo Alfetta GT  | 2      | + 5 min 33 s    |
| 8    | Mauro Pregliasco      | Piero Sodano        | Lancia Beta Coupé      | 4      | à environ 6 min |
| 9    | Walter Röhrl          | Jochen Berger       | Opel Kadett GT/E       | 2      | + 6 min 09 s    |
| 10   | Jean-Luc Thérier      | Michel Vial         | Alpine A110 1800       | 4      | + 6 min 19 s    |
| 11   | Alcide Paganelli      | 'Ninni' Russo       | Fiat 124 Abarth Spider | 4      |                 |
| 12   | Enrico Svizzero       | Gianfranco Masetto  | Alfa Romeo Alfetta GT  | 2      |                 |

#### Millesimo - Sanremo

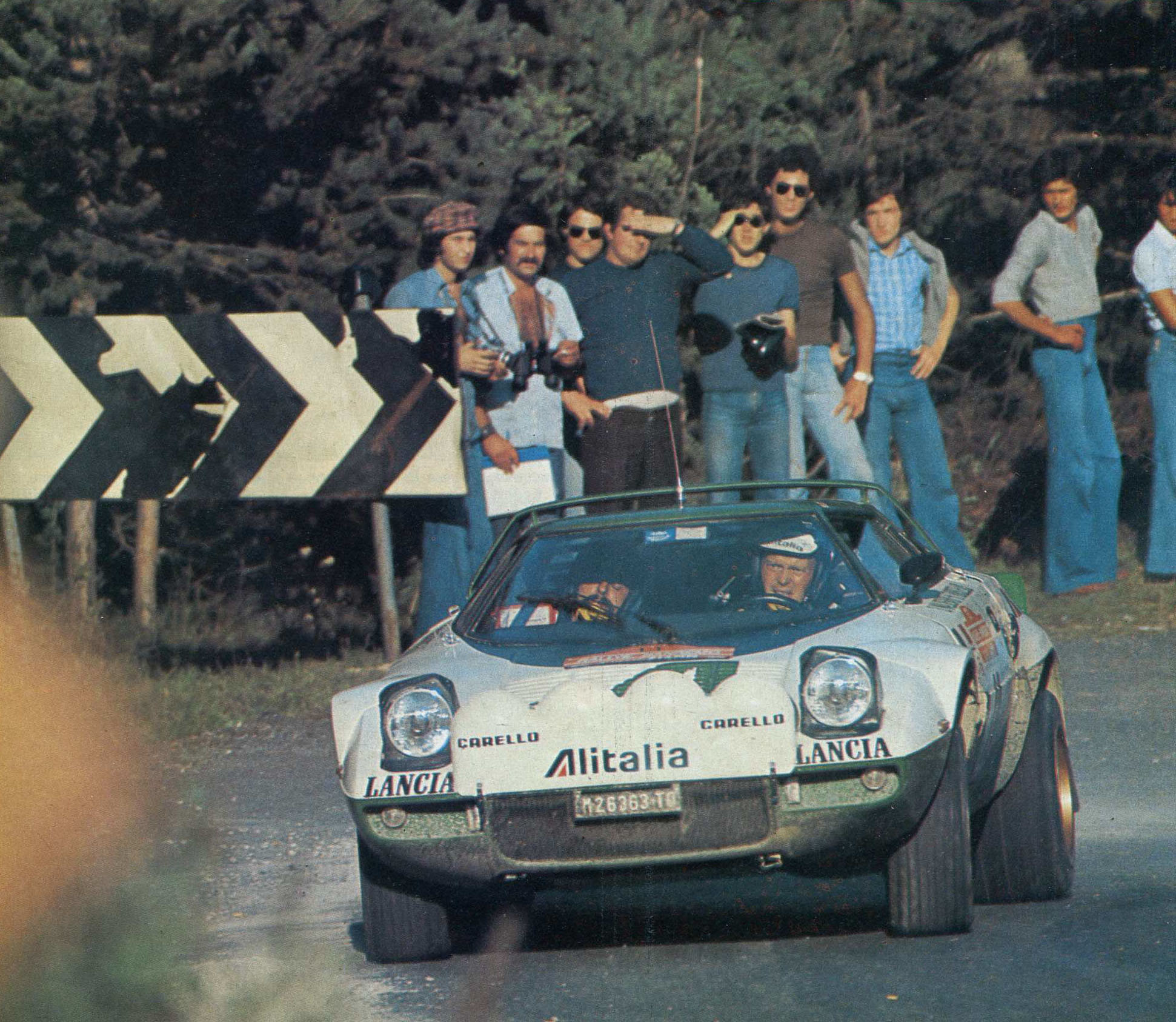
La Lancia Stratos de Waldegård ; le champion suédois prend la tête de la course après la crevaison de son coéquipier Munari.

Après quelques heures de répit, les équipages reprennent la course en direction de Sanremo. Waldegård et Verini se montrent régulièrement les plus rapides, réduisant leur retard sur Munari qui contrôle la course. Derrière, les rangs commencent à s'éclaircir : Pinto abandonne sur problème de soupape, bientôt suivi par Nicolas (pont arrière) et Röhrl (demi-arbre). Paganelli, victime de problème de freins, achève sa course contre un arbre. Thérier effectue une belle remontée, débordant Pregliasco (Lancia Beta), Ballestrieri et Cambiaghi, et accède à la quatrième place. Waldegård commence à connaître quelques soucis de freins, permettant à Verini de revenir sur lui. Coup de théâtre dans la dernière spéciale avant Sanremo : Munari crève sur une portion en terre ; malheureusement pour le leader de l'épreuve, la roue de secours à jante large dont il dispose alors n'est pas adaptée au nouveau mode de fixation de sa Stratos, les goujons étant trop courts ! Le champion italien doit abandonner. Waldegård prend la première place, terminant l'étape avec près d'une minute d'avance sur Verini et plus de quatre sur Thérier. 
| Pos. | Pilote                | Copilote            | Voiture                | Groupe | Temps           | Écart         |
| ---- | --------------------- | ------------------- | ---------------------- | ------ | --------------- | ------------- |
| 1    | Björn Waldegård       | Hans Thorszelius    | Lancia Stratos HF      | 4      | 5 h 14 min 04 s |               |
| 2    | Maurizio Verini       | Francesco Rossetti  | Fiat 124 Abarth Spider | 4      | 5 h 15 min 01 s | + 57 s        |
| 3    | Jean-Luc Thérier      | Michel Vial         | Alpine A110 1800       | 4      | 5 h 18 min 11 s | + 4 min 07 s  |
| 4    | Roberto Cambiaghi     | Bruno Scabini       | Fiat 124 Abarth Spider | 4      | 5 h 21 min 08 s | + 7 min 04 s  |
| 5    | Amilcare Ballestrieri | Mauro Mannini       | Alfa Romeo Alfetta GT  | 2      | 5 h 23 min 21 s | + 9 min 17 s  |
| 6    | Mauro Pregliasco      | Piero Sodano        | Lancia Beta Coupé      | 4      | 5 h 25 min 47 s | + 11 min 43 s |
| 7    | Andrea Betti          | Luca Betti          | Opel Ascona            | 2      | 5 h 37 min 12 s | + 23 min 08 s |
| 8    | Carlo Bianchi         | Marco Manninini     | Porsche Carrera        | 3      | 5 h 39 min 28 s | + 25 min 24 s |
| 9    | Alfredo Fagnola       | Elvio Novarese      | Alfa Romeo 2000 GTV    | 1      | 5 h 56 min 59 s | + 42 min 55 s |
| 10   | Angelo Presotto       | Maurizio Perissinot | Opel Ascona            | 1      | 5 h 57 min 46 s | + 43 min 42 s |

### Deuxième étape

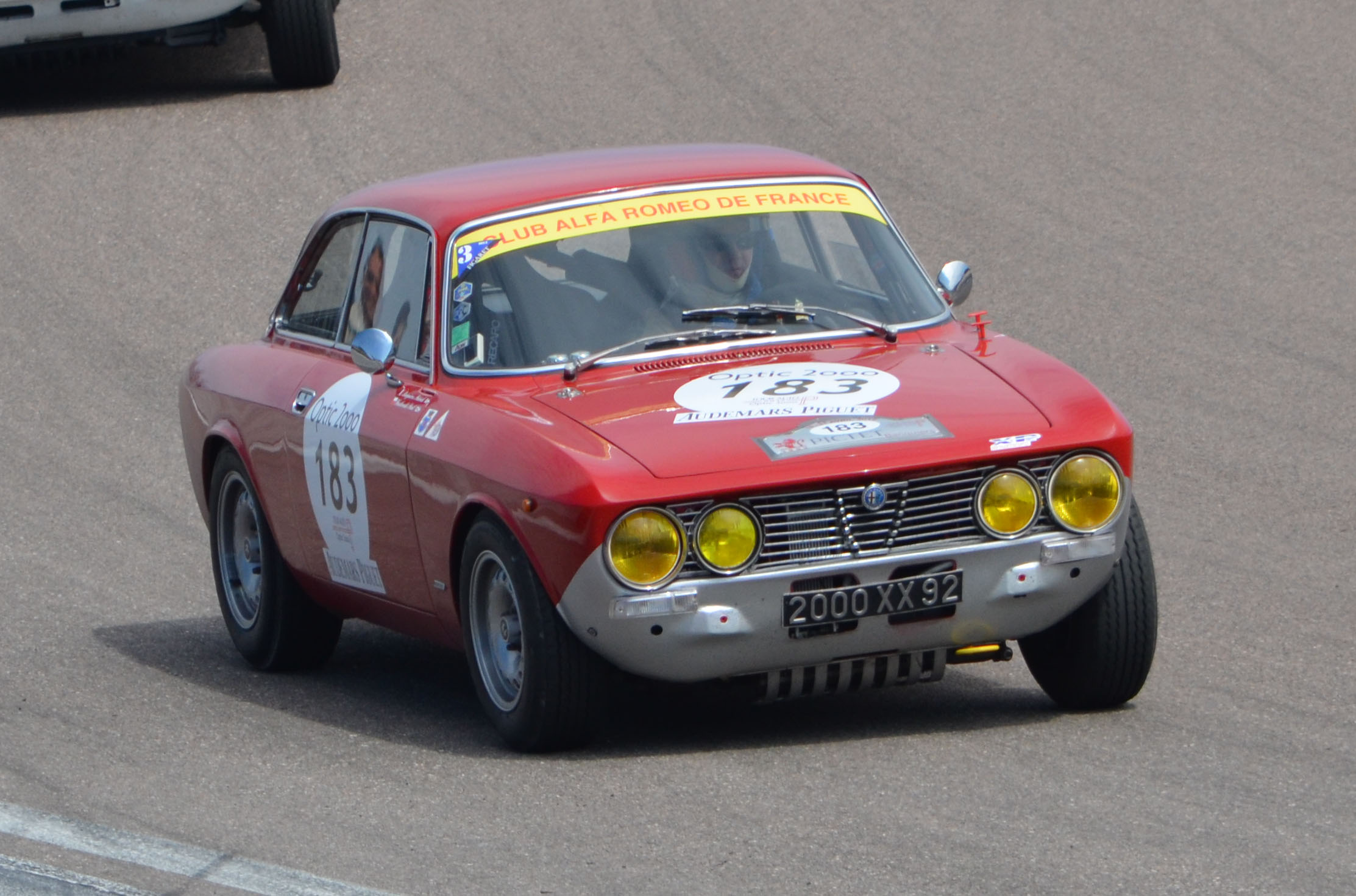
Le coupé Alfa Romeo 2000 GTV (ici lors d'une course historique), sixième et vainqueur du groupe 1 avant la disqualificaton de Fagnola.

Les concurrents repartent de Sanremo le vendredi soir, la seconde étape se disputant de nuit. En tête, Waldegård a toujours quelques soucis du côté des freins (Lancia expérimente un système de refroidissement par eau), et voit son avance sur Verini fondre progressivement. Le pilote Fiat fait le forcing, et se rapproche à dix-neuf secondes du leader. Fiat et Lancia faisant partie du même groupe, le duel n'ira pas plus loin, les intérêts commerciaux amenant la direction sportive à figer les positions. La fin de course se déroule sans changement, Waldegård emportant sa seconde victoire de la saison devant un très méritant Verini. Malgré de nombreux problèmes (crevaisons multiples, distribution), Thérier conserve la troisième place, Cambiaghi, un moment menaçant, ayant dû renoncer, bielle coulée. Auteur d'une course régulière, Pregliasco termine quatrième sur le coupé Lancia Beta. Bianchi, cinquième, remporte le groupe 3 sur sa Porsche ; Fagnola termine sixième au classement général et premier du groupe 1 sur son coupé Alfa Romeo, mais il sera disqualifié après les vérifications techniques pour utilisation d'une culasse non homologuée.
| Pos. | Pilote             | Copilote           | Voiture                | Groupe | Temps            | Écart             |
| ---- | ------------------ | ------------------ | ---------------------- | ------ | ---------------- | ----------------- |
| 1    | Björn Waldegård    | Hans Thorszelius   | Lancia Stratos HF      | 4      | 10 h 22 min 52 s |                   |
| 2    | Maurizio Verini    | Francesco Rossetti | Fiat 124 Abarth Spider | 4      | 10 h 25 min 40 s | + 2 min 48 s      |
| 3    | Jean-Luc Thérier   | Michel Vial        | Alpine A110 1800       | 4      | 10 h 59 min 04 s | + 36 min 12 s     |
| 4    | Mauro Pregliasco   | Piero Sodano       | Lancia Beta Coupé      | 4      | 11 h 20 min 11 s | + 57 min 19 s     |
| 5    | Carlo Bianchi      | Marco Manninini    | Porsche Carrera        | 3      | 11 h 33 min 29 s | + 1 h 10 min 37 s |
| 6    | Alfredo Fagnola    | Elvio Novarese     | Alfa Romeo 2000 GTV    | 1      | 11 h 47 min 42 s | + 1 h 24 min 50 s |
| 7    | Salvatore Brai     | 'Rudy'             | Opel Ascona            | 1      | 11 h 59 min 16 s | + 1 h 36 min 24 s |
| 8    | Alberto Brambilla  | Giorgio Bottini    | Alfa Romeo Alfetta GT  | 1      | 12 h 01 min 28 s | + 1 h 38 min 36 s |
| 9    | Georg Fischer      | Harald Gottlieb    | Opel Ascona            | 2      | 12 h 16 min 26 s | + 1 h 53 min 34 s |
| 10   | Federico Ormezzano | Enrico Cartotto    | Alfa Romeo 2000 GTV    | 1      | 12 h 18 min 30 s | + 1 h 55 min 38 s |

### Classement général

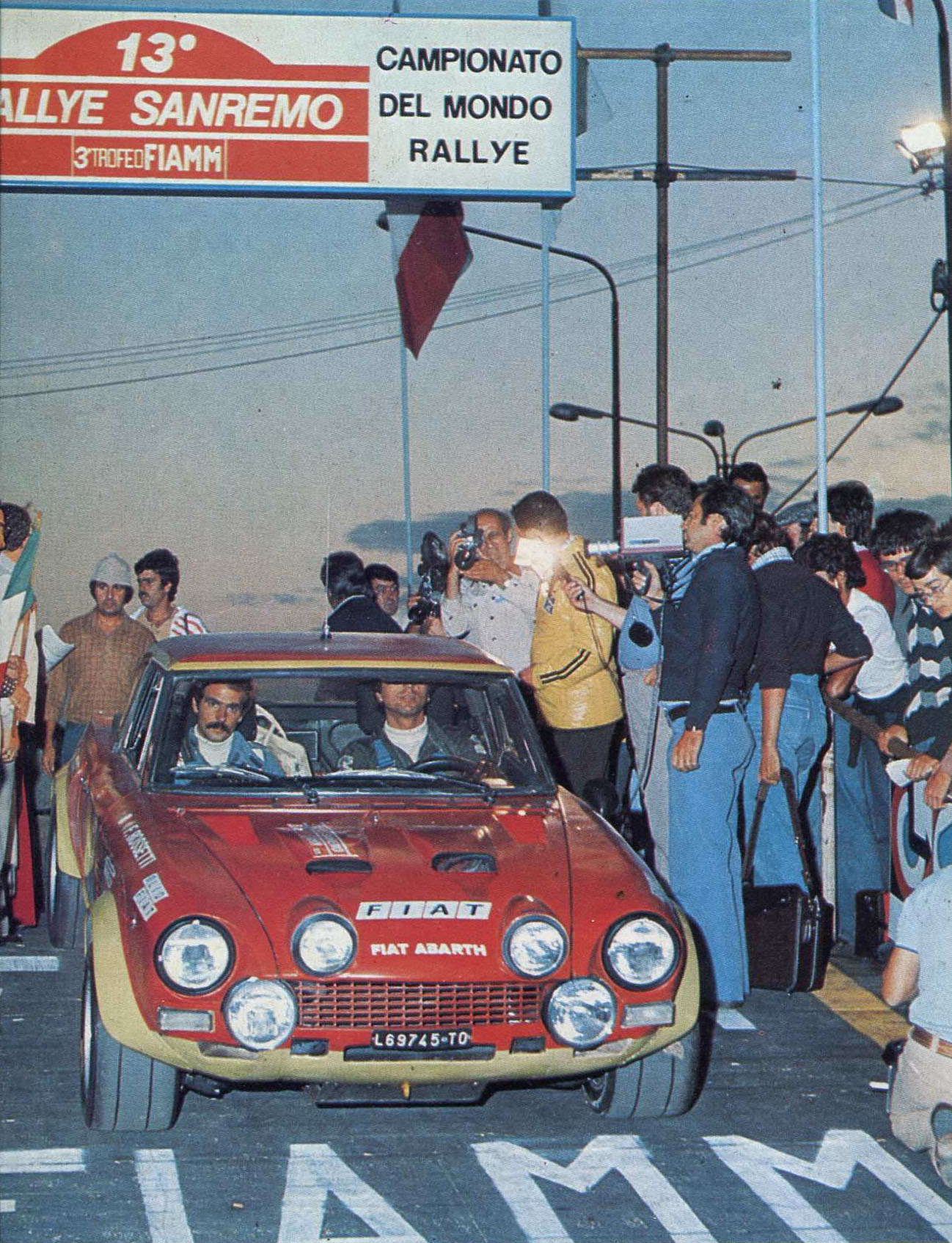
Nouvelle seconde place du spider Fiat 124 Abarth au Sanremo, la troisième consécutive ; ici la voiture de Verini.

| Pos | No | Pilote             | Copilote           | Voiture                | Temps            | Écart             | Groupe |
| --- | -- | ------------------ | ------------------ | ---------------------- | ---------------- | ----------------- | ------ |
| 1   | 11 | Björn Waldegård    | Hans Thorszelius   | Lancia Stratos HF      | 10 h 22 min 52 s |                   | 4      |
| 2   | 14 | Maurizio Verini    | Francesco Rossetti | Fiat 124 Abarth Spider | 10 h 25 min 40 s | + 2 min 48 s      | 4      |
| 3   | 5  | Jean-Luc Thérier   | Michel Vial        | Alpine A110 1800       | 10 h 59 min 04 s | + 36 min 12 s     | 4      |
| 4   | 19 | Mauro Pregliasco   | Piero Sodano       | Lancia Beta Coupé      | 11 h 20 min 11 s | + 57 min 19 s     | 4      |
| 5   | 23 | Carlo Bianchi      | Marco Manninini    | Porsche Carrera        | 11 h 33 min 29 s | + 1 h 10 min 37 s | 3      |
| 6   | 24 | Salvatore Brai     | 'Rudy'             | Opel Ascona            | 11 h 59 min 16 s | + 1 h 36 min 24 s | 1      |
| 7   | 26 | Alberto Brambilla  | Giorgio Bottini    | Alfa Romeo Alfetta GT  | 12 h 01 min 28 s | + 1 h 38 min 36 s | 1      |
| 8   | 33 | Georg Fischer      | Harald Gottlieb    | Opel Ascona            | 12 h 16 min 26 s | + 1 h 53 min 34 s | 2      |
| 9   | 22 | Federico Ormezzano | Enrico Cartotto    | Alfa Romeo 2000 GTV    | 12 h 18 min 30 s | + 1 h 55 min 38 s | 1      |
| 10  | 94 | Paolo Isnardi      | Simone Scimone     | Opel Ascona            | 12 h 27 min 45 s | + 2 h 04 min 53 s | 1      |

### Hommes de tête
- ES1 à ES24 :  Sandro Munari -  Mario Mannucci (Lancia Stratos HF)
- ES25 à ES39 :  Björn Waldegård -  Hans Thorszelius (Lancia Stratos HF)

### Vainqueurs d'épreuves spéciales
- Björn Waldegård -  Hans Thorszelius (Lancia Stratos HF) : 18 spéciales
- Sandro Munari -  Mario Mannucci (Lancia Stratos HF) : 7 spéciales
- Maurizio Verini -  Francesco Rossetti (Fiat 124 Abarth Spider) : 7 spéciales
- Raffaele Pinto -  Arnaldo Bernacchini (Lancia Stratos HF) : 3 spéciales
- Jean-Luc Thérier -  Michel Vial (Alpine A110 1800 : 2 spéciales
- Walter Röhrl -  Jochen Berger (Opel Kadett GT/E) : 2 spéciales

## Résultats des principaux engagés
| No | Pilote                | Copilote            | Voiture                | Groupe | Classement général                                                   | Class. groupe |
| -- | --------------------- | ------------------- | ---------------------- | ------ | -------------------------------------------------------------------- | ------------- |
| 1  | Sandro Munari         | Mario Mannucci      | Lancia Stratos HF      | 4      | ab. dans 25e spéciale (crevaison - roue de secours inadaptée)        | -             |
| 2  | Markku Alén           | Ilkka Kivimäki      | Fiat 124 Abarth Spider | 4      | ab. en début de première étape (boîte de vitesses)                   | -             |
| 3  | Timo Mäkinen          | Henry Liddon        | Ford Escort RS1800     | 2      | ab. en début de première étape (crevaison - plus de roue de secours) | -             |
| 4  | Walter Röhrl          | Jochen Berger       | Opel Kadett GT/E       | 2      | ab. dans première étape (demi-arbre)                                 | -             |
| 5  | Jean-Luc Thérier      | Michel Vial         | Alpine A110 1800       | 4      | 3e à 36 min 12 s                                                     | 3e            |
| 6  | Amilcare Ballestrieri | Mauro Mannini       | Alfa Romeo Alfetta GT  | 2      | ab. dans deuxième étape (sortie de route)                            | -             |
| 7  | Raffaele Pinto        | Arnaldo Bernacchini | Lancia Stratos HF      | 4      | ab. dans deuxième étape (moteur)                                     | -             |
| 8  | Alcide Paganelli      | 'Ninni' Russo       | Fiat 124 Abarth Spider | 4      | ab. dans première étape (accident)                                   | -             |
| 9  | Roger Clark           | Jim Porter          | Ford Escort RS1800     | 2      | ab. dans 5e spéciale (crevaison)                                     | -             |
| 10 | Rauno Aaltonen        | Claes Billstam      | Opel Ascona            | 2      | ab. dans première étape (joint de culasse)                           | -             |
| 11 | Björn Waldegård       | Hans Thorszelius    | Lancia Stratos HF      | 4      | 1er                                                                  | 1er           |
| 12 | Jean-Pierre Nicolas   | Vincent Laverne     | Alpine A110 1800       | 4      | ab. dans première étape (différentiel)                               | -             |
| 14 | Maurizio Verini       | Francesco Rossetti  | Fiat 124 Abarth Spider | 4      | 2e à 2 min 48 s                                                      | 2e            |
| 15 | Simo Lampinen         | Silvio Maiga        | Lancia Beta Coupé      | 4      | ab. dans 2e spéciale (suspension avant)                              | -             |
| 16 | Enrico Svizzero       | Gianfranco Masetto  | Alfa Romeo Alfetta GT  | 2      | ab. dans première étape (électricité)                                | -             |
| 18 | Roberto Cambiaghi     | Bruno Scabini       | Fiat 124 Abarth Spider | 4      | ab. dans deuxième étape (bielle)                                     | -             |
| 19 | Mauro Pregliasco      | Piero Sodano        | Lancia Beta Coupé      | 4      | 4e à 57 min 19 s                                                     | 4e            |
| 20 | Alfredo Fagnola       | Elvio Novarese      | Alfa Romeo 2000 GTV    | 1      | Disqualifié à l'arrivée (culasse non conforme)                       | -             |
| 21 | Angelo Presotto       | Maurizio Perissinot | Opel Ascona            | 1      | ab. dans deuxième étape (accident)                                   | -             |
| 22 | Federico Ormezzano    | Enrico Cartotto     | Alfa Romeo 2000 GTV    | 1      | 9e à 1 h 55 min 38 s                                                 | 3e            |
| 23 | Carlo Bianchi         | Marco Manninini     | Porsche Carrera        | 3      | 5e à 1 h 10 min 37 s                                                 | 1er           |
| 24 | Salvatore Brai        | 'Rudy'              | Opel Ascona            | 1      | 6e à 1 h 36 min 24 s                                                 | 1er           |
| 26 | Alberto Brambilla     | Giorgio Bottini     | Alfa Romeo Alfetta GT  | 1      | 7e à 1 h 38 min 36 s                                                 | 2e            |
| 28 | Andrea Betti          | Luca Betti          | Opel Ascona            | 2      | ab. dans deuxième étape                                              | -             |
| 33 | Georg Fischer         | Harald Gottlieb     | Opel Ascona            | 2      | 8e à 1 h 53 min 34 s                                                 | 1er           |
| 72 | Christian Gardavot    | Ynad                | Alpine A110 1800       | 3      | 11e à 2 h 37 min 30 s                                                | 2e            |
| 94 | Paolo Isnardi         | Simone Scimone      | Opel Ascona            | 1      | 10e à 2 h 04 min 53 s                                                | 4e            |

## Classement du championnat à l'issue de la course
- attribution des points : 20, 15, 12, 10, 8, 6, 4, 3, 2, 1 respectivement aux dix premières marques de chaque épreuve (sans cumul, seule la voiture la mieux classée de chaque constructeur marque des points)
- seuls les sept meilleurs résultats (sur dix épreuves) sont retenus pour le décompte final des points.
- le rallye de Rideau Lakes, initialement prévu du 15 au 19 octobre[2], a été annulé en cours de saison.

| Pos. | Marque         | Points | M-C | SUE | SAF | ACR | MAR | POR | FIN | SAN | COR | RAC |
| ---- | -------------- | ------ | --- | --- | --- | --- | --- | --- | --- | --- | --- | --- |
| 1    | Lancia         | 75     | 20  | 20  | 15  | -   | -   | -   | -   | 20  |     |     |
| 2    | Fiat           | 58     | 15  | 8   | -   | -   | -   | 20  | -   | 15  |     |     |
| 3    | Opel           | 47     | -   | 3   | -   | 20  | -   | 10  | 8   | 6   |     |     |
| 4    | Alpine-Renault | 45     | 6   | -   | -   | 15  | 12  | -   | -   | 12  |     |     |
| 5    | Peugeot        | 40     | -   | -   | 20  | -   | 20  | -   | -   | -   |     |     |
| 6    | Toyota         | 32     | -   | -   | -   | -   | -   | 12  | 20  | -   |     |     |
| 7    | Saab           | 30     | -   | 15  | -   | -   | -   | -   | 15  | -   |     |     |
| 8    | Datsun         | 26     | -   | -   | 6   | -   | 6   | 8   | 6   | -   |     |     |
| 9    | Mitsubishi     | 22     | -   | -   | 10  | 12  | -   | -   | -   | -   |     |     |
| 10   | Ford           | 15     | -   | 1   | -   | -   | -   | 2   | 12  | -   |     |     |
| 11   | Citroën        | 13     | -   | -   | -   | -   | 10  | 3   | -   | -   |     |     |
| 12   | Porsche        | 12     | 4   | -   | -   | -   | -   | -   | -   | 8   |     |     |
| 13   | Alfa Romeo     | 11     | 3   | -   | -   | 4   | -   | -   | -   | 4   |     |     |
| 14   | Volvo          | 9      | -   | 2   | -   | 6   | 1   | -   | -   | -   |     |     |
| 15   | Renault        | 8      | 8   | -   | -   | -   | -   | -   | -   | -   |     |     |
| 15=  | Audi           | 8      | -   | -   | -   | 8   | -   | -   | -   | -   |     |     |
| 17   | Škoda          | 4      | -   | 4   | -   | -   | -   | -   | -   | -   |     |     |
| 18   | Chrysler       | 2      | -   | -   | -   | -   | -   | -   | 2   | -   |     |     |
| 19   | BMW            | 1      | 1   | -   | -   | -   | -   | -   | -   | -   |     |     |
| 19=  | Lada           | 1      | -   | -   | -   | 1   | -   | -   | -   | -   |     |     |

À noter : le classement ci-dessus prend en compte la disqualification de l'Alfa Romeo d'Alfredo Fagnola, sixième à l'arrivée mais exclu après vérifications techniques (culasse non homologuée).